# Patrick Cutrone
Patrick Cutrone (Como, 3 de enero de 1998) es un futbolista italiano que juega de delantero en el Como 1907 de la Serie A de Italia.

## Trayectoria
Debutó como profesional en el A. C. Milan el 21 de mayo de 2017 en la victoria 3-0 sobre el Bologna ingresando en el minuto 85 por Gerard Deulofeu. Su primer gol como profesional lo marcó el 3 de agosto de 2017 en la fase previa de la Liga Europa de la UEFA en la victoria 2-0 sobre Universitatea Craiova.
Su primer gol en la Serie A lo anotó el 20 de agosto en el 3-0 en casa del F. C. Crotone. El 23 de noviembre marcó su primer doblete en la goleada 5-1 sobre el Austria Viena. Marcó su primer doblete en la Serie A el 10 de febrero de 2018 en la goleada 4-0 como visitantes sobre la SPAL 2013.
El 30 de julio de 2019 fue traspasado al Wolverhampton Wanderers F. C., firmando un contrato por cuatro temporadas. A inicios de 2020 se especuló con su posible llegada a la ACF Fiorentina, haciéndose oficial el 10 de enero la cesión hasta 2021 con obligación de compra al final de la misma. Un año después el préstamo fue cancelado y regresó al conjunto inglés, aunque antes de acabar el mes se marchó cedido al Valencia C. F. hasta final de temporada. Volvió a ser prestado en agosto, siendo el Empoli F. C. su nuevo destino.
El 29 de agosto de 2022 abandonó definitivamente el conjunto inglés y se comprometió por tres años con el Como 1907. En el segundo de ellos ayudó con 14 goles a conseguir el ascenso a la Serie A, categoría en la que el club no jugaba desde 2003.

## Selección nacional
Ha sido internacional con la selección de fútbol de Italia en una ocasión. Debutó el 23 de marzo de 2018 en un encuentro amistoso ante la selección de Argentina que finalizó con marcador de 2-0 a favor de los argentinos.

### Participaciones en Eurocopas
| Eurocopa                | Sede                | Resultado        |
| ----------------------- | ------------------- | ---------------- |
| Europa Sub-19 de 2016   | Alemania            | Subcampeón       |
| Eurocopa Sub-21 de 2019 | Italia y San Marino | Fase de grupos   |
| Eurocopa Sub-21 de 2021 | Hungría y Eslovenia | Cuartos de final |

## Clubes y estadísticas
| Club                                     | Div.          | Temporada     | Liga  | Liga  | Copas nacionales | Copas nacionales | Copas internacionales | Copas internacionales | Total | Total |
| Club                                     | Div.          | Temporada     | Part. | Goles | Part.            | Goles            | Part.                 | Goles                 | Part. | Goles |
| ---------------------------------------- | ------------- | ------------- | ----- | ----- | ---------------- | ---------------- | --------------------- | --------------------- | ----- | ----- |
| A. C. Milan · Italia                     | 1.ª           | 2016-17       | 1     | 0     | 0                | 0                | —                     | —                     | 1     | 0     |
| A. C. Milan · Italia                     | 1.ª           | 2017-18       | 28    | 10    | 5                | 2                | 13                    | 6                     | 46    | 18    |
| A. C. Milan · Italia                     | 1.ª           | 2018-19       | 34    | 3     | 4                | 2                | 5                     | 4                     | 43    | 9     |
| A. C. Milan · Italia                     | Total club    | Total club    | 63    | 13    | 9                | 4                | 18                    | 10                    | 90    | 27    |
| Wolverhampton Wanderers F. C. Inglaterra | 1.ª           | 2019-20       | 12    | 2     | 2                | 1                | 10                    | 0                     | 24    | 3     |
| ACF Fiorentina · Italia                  | 1.ª           | 2019-20       | 19    | 4     | 2                | 1                | —                     | —                     | 21    | 5     |
| ACF Fiorentina · Italia                  | 1.ª           | 2020-21       | 11    | 0     | 2                | 0                | —                     | —                     | 13    | 0     |
| ACF Fiorentina · Italia                  | Total club    | Total club    | 30    | 4     | 4                | 1                | 0                     | 0                     | 34    | 5     |
| Wolverhampton Wanderers F. C. Inglaterra | 1.ª           | 2020-21       | 2     | 0     | 2                | 0                | —                     | —                     | 4     | 0     |
| Wolverhampton Wanderers F. C. Inglaterra | Total club    | Total club    | 14    | 2     | 4                | 1                | 10                    | 0                     | 28    | 3     |
| Valencia C. F. · España                  | 1.ª           | 2020-21       | 7     | 0     | —                | —                | —                     | —                     | 7     | 0     |
| Valencia C. F. · España                  | Total club    | Total club    | 7     | 0     | 0                | 0                | 0                     | 0                     | 7     | 0     |
| Empoli F. C. · Italia                    | 1.ª           | 2021-22       | 28    | 3     | 3                | 0                | —                     | —                     | 31    | 3     |
| Empoli F. C. · Italia                    | Total club    | Total club    | 28    | 3     | 3                | 0                | 0                     | 0                     | 31    | 3     |
| Como 1907 · Italia                       | 2.ª           | 2022-23       | 35    | 9     | —                | —                | —                     | —                     | 35    | 9     |
| Como 1907 · Italia                       | 2.ª           | 2023-24       | 32    | 14    | 1                | 0                | —                     | —                     | 33    | 14    |
| Como 1907 · Italia                       | 1.ª           | 2024-25       | 33    | 7     | 1                | 1                | —                     | —                     | 34    | 8     |
| Como 1907 · Italia                       | Total club    | Total club    | 100   | 30    | 2                | 1                | 0                     | 0                     | 102   | 31    |
| Total carrera                            | Total carrera | Total carrera | 242   | 52    | 22               | 7                | 28                    | 10                    | 292   | 69    |
| 1. 2.                                    |               |               |       |       |                  |                  |                       |                       |       |       |